# (14339) Knorre
(14339) Knorre es un asteroide perteneciente al cinturón de asteroides, descubierto el 10 de abril de 1983 por la astrónoma soviética Liudmila Chernyj desde el Observatorio Astrofísico de Crimea.

## Designación y nombre
Designado provisionalmente como 1983 GU. Fue nombrado Knorre en honor a Ernst Friedrich Knorre, el primer astrónomo de la Universidad de Tartu, su hijo Karl Friedrich Knorre y su nieto Víktor Knorre.